# Javier Moreno
Javier Moreno Bazán (Jaén, 18 luglio 1984) è un ex ciclista su strada spagnolo professionista dal 2008 al 2023.

## Palmarès
- 2005

Campionati spagnoli, Prova in linea Under-23
Classifica generale Vuelta a Córdoba
2ª tappa Vuelta a Tenerife
- 2007 (Extremadura Spiuk, una vittoria)

4ª tappa Vuelta a la Comunidad de Madrid (Colmenar Viejo > Colmenar Viejo)
- 2011 (Caja Rural, tre vittorie)

3ª tappa Vuelta Ciclista a Asturias (Luarca > Santuario del Acebo)
5ª tappa Vuelta Ciclista a Asturias (Tartiere Auto > Monte Naranco)
Classifica generale Vuelta Ciclista a Asturias
- 2012 (Movistar Team, una vittoria)

Classifica generale Vuelta a Castilla y León
- 2013 (Movistar Team, due vittorie)

Vuelta a la Comunidad de Madrid
2ª tappa Vuelta Ciclista a Asturias (Bueño > Monte Naranco)
- 2015 (Movistar Team, una vittoria)

1ª tappa, 2ª semitappa Vuelta a Andalucía (Coria del Río > Coria del Río, cronometro)
- 2018 (Delko Marseille Provence, tre vittorie)

Classifica generale Sharjah Tour
Classifica generale Vuelta a Aragón
2ª tappa Tour de l'Ain (Saint-Trivier-de-Courtes > Arbent)

### Altri successi
- 2012 (Movistar Team)

Classifica a punti Vuelta a Castilla y León
1ª tappa Vuelta a España (Pamplona > Pamplona, cronosquadre)
- 2013 (Movistar Team)

Classifica scalatori Tour Down Under
- 2014 (Movistar Team)

1ª tappa Vuelta a España (Jerez de la Frontera > Jerez de la Frontera, cronosquadre)

## Piazzamenti

### Grandi Giri
- Giro d'Italia

2016: ritirato (7ª tappa)
2017: escluso (4ª tappa)
- Tour de France

2017: 119º
- Vuelta a España

2008: 21º
2010: 52º
2012: 66º
2013: 76º
2014: 90º
2015: 80º
2017: ritirato (2ª tappa)

### Classiche monumento
- Parigi-Roubaix

2016: ritirato
- Giro di Lombardia

2015: 63º
2016: 28º

### Competizioni mondiali
- Campionati del mondo

Madrid 2005 - In linea Under-23: 84º